# Two of a Kind
Two of a Kind (Brasil: Embalos a Dois) é um filme norte-americano de 1983, do gênero comédia romântica, dirigido por John Herzfeld.